# Hymenochaete livens
Hymenochaete livens är en svampart som beskrevs av Bres. 1915. Hymenochaete livens ingår i släktet Hymenochaete och familjen Hymenochaetaceae.   Inga underarter finns listade i Catalogue of Life.